# Osbeckia thorelii
Osbeckia thorelii är en tvåhjärtbladig växtart som beskrevs av André Guillaumin. Osbeckia thorelii ingår i släktet Osbeckia och familjen Melastomataceae. Inga underarter finns listade i Catalogue of Life.